# Dirphia obtusa
Dirphia obtusa är en fjärilsart som beskrevs av Walker 1855. Dirphia obtusa ingår i släktet Dirphia och familjen påfågelsspinnare. Inga underarter finns listade i Catalogue of Life.